# Острови Галф
Острови Галф  (англ. Gulf Islands) — острови, розміщені в протоці Джорджія між островом Ванкувера та материком Британської Колумбії у Канаді, частина моря Селіш.  
Острови поділяються на дві групи — Північні острови Галф і Південні острови Галф.

## Північні острови Галф
Північні острови Галф включають всі острови на півночі до міста Нанаймо на острові Ванкувера й до річки Фрейзера на материку Британської Колумбії.
Острови складаються з 2 адміністративних одиниць Британської Колумбії. До регіонального округу Комокс-Веллі відносяться головні острови Денмен (англ. Denman Island) і Горнбі (англ. Hornby Island). До регіонального округу Катет відносяться головні острови Ласкеті (англ. Lasqueti Island) і Тексада (англ. Texada Island).

## Південні острови Галф
Південні острови Галф і острови Сан-Хуан, штат Вашингтон, є частинами більшого архіпелагу, який складається з сотень островів.
До регіонального округу Кепітел включають головні острови: Гальяно (англ. Galiano Island), Мейн (англ. Mayne Island), Північний Пендер й Південний Пендер (англ. North and South Pender Islands), Солтспрінг (англ. Saltspring Island) та острів Сатурна (англ. Saturna Island).
Головні острови регіонального округу Каувічен-Веллі: Купер (англ. Kuper Island), Тетіс (англ. Thetis Island) та Вальдес (англ. Valdes Island).
Регіональний округ Нанаймо включає острів Габріола (англ. Gabriola Island).

## Природні Парки
На островах ростуть декілька видів рослин: вид дуба Querus garryana та дикі лілії.
У водах навколишніх островів плавають косатки. Парки й природні заповідники у протоці:
- «Національний парк островів Галф»
- Провінційний парк «Бельхаус» (англ. Bellhouse Provincial Park), острів Гальяно
- Провінційний парк «Бодега Рідж» (англ. Bodega Ridge Provincial Park), острів Гальяно
- Провінційний парк «Баргойн-Бей» (англ. Burgoyne Bay Provincial Park), острів Солтспрінг
- Провінційний парк «Коллінсон-Пойнт» (англ. Collinson Point Provincial Park), острів Гальяно
- Провінційний парк «Діонісіо-Пойнт» (англ. Dionisio Point Provincial Park), острів Гальяно
- Провінційний парк «Острів Джедедая» (англ. Jedediah Island Marine Provincial Park)
- Провінційний парк «Гавань Монтегю» (англ. Montague Harbour Marine Provincial Park), острів Гальяно
- Провінційний парк «Вейкс-Ков» (англ. Wakes Cove Provincial Park), острів Вальдес